# Pachnoda rufomarginata
Pachnoda rufomarginata es una especie de escarabajo del género Pachnoda, familia Scarabaeidae. Fue descrita científicamente por Burmeister en 1842.
Habita en Senegal, Níger y Guinea.